# Тузлуджа
Тузлуджа (тур. Tuzluca) — город и район в провинции Ыгдыр (Турция).

## История
В древние времена, село Кохб располагалось в одноименной области, округа Чакатк Айраратской провинции государства Великая Армения. Между 628 и 640 годом селение со своими соляными приисками перешло во владение армянского патриарха Езраса. Как отмечает «Географическо-статистический словарь Российской империи» в период между 758 и 781 годом была построена находящееся в селе армянская церковь. Кроме этого в селе было большое количество следов древних построек. Вокруг развалин старинных армянских церквей осталось большое армянское кладбище, где швейцарский археолог Фредерик Дюбуа нашел на надгробной плите надпись 951 год от Р.Х..
В период нахождения села в составе России оно называлось Кульп и входило в состав Сурмалинского уезда Эриванской губернии, и состояло из армян. Все местное население занималось добычей соли, которая обеспечивала всю губернии. По своему качеству соль была лучшей во всем регионе, и по своим показателям она опережала турецкую соль из села Кагазван и грузинскую соль. Помимо местных жителей добычею кульпинской соли занимались и жители села Чанчавада. Сельчане обоих поселений за свою работу получали зарплату и были освобождены от всех податей и повинностей. Рядом же с местом добычи, для защиты от разбойников, был организованна военная охрана. С древних времен добытую соль переправляли через Аракс по старинному мосту, развалины которого находились близ армянского села Кара-Кала
«Путеводитель по Кавказу» (1888г) отмечал в селение Кульп, по-армянски Гогп (Кохб), имеются развалины трех церквей и большое количество надгробий, свидетельствующих о былом величии поселения
До XX века поселение имело полностью армянское население и назвалось Кульп (Кульпы) (арм. Կողբ, Kołb). В 1891 году в городе проживало 3074 человека (все армяне). В 1911 году — 4025 человек, все армяне, в 1914 — 4275 человек, также так же все армяне.
Рядом с селением находился Кульпинский соляной промысел. В трех километрах от поселения имелся источник минеральных вод Святого Иоанна (Ованеса), вода из которого использовалась местными армянами для лечения сыпи.

## Известные уроженцы
- Езник Кохбаци (380—450) — армянский богослов и философ, один из основоположников древнеармянского литературного языка, один из отцов Армянской Церкви.